# Ilieni
Ilieni is een Roemeense gemeente in het district Covasna.

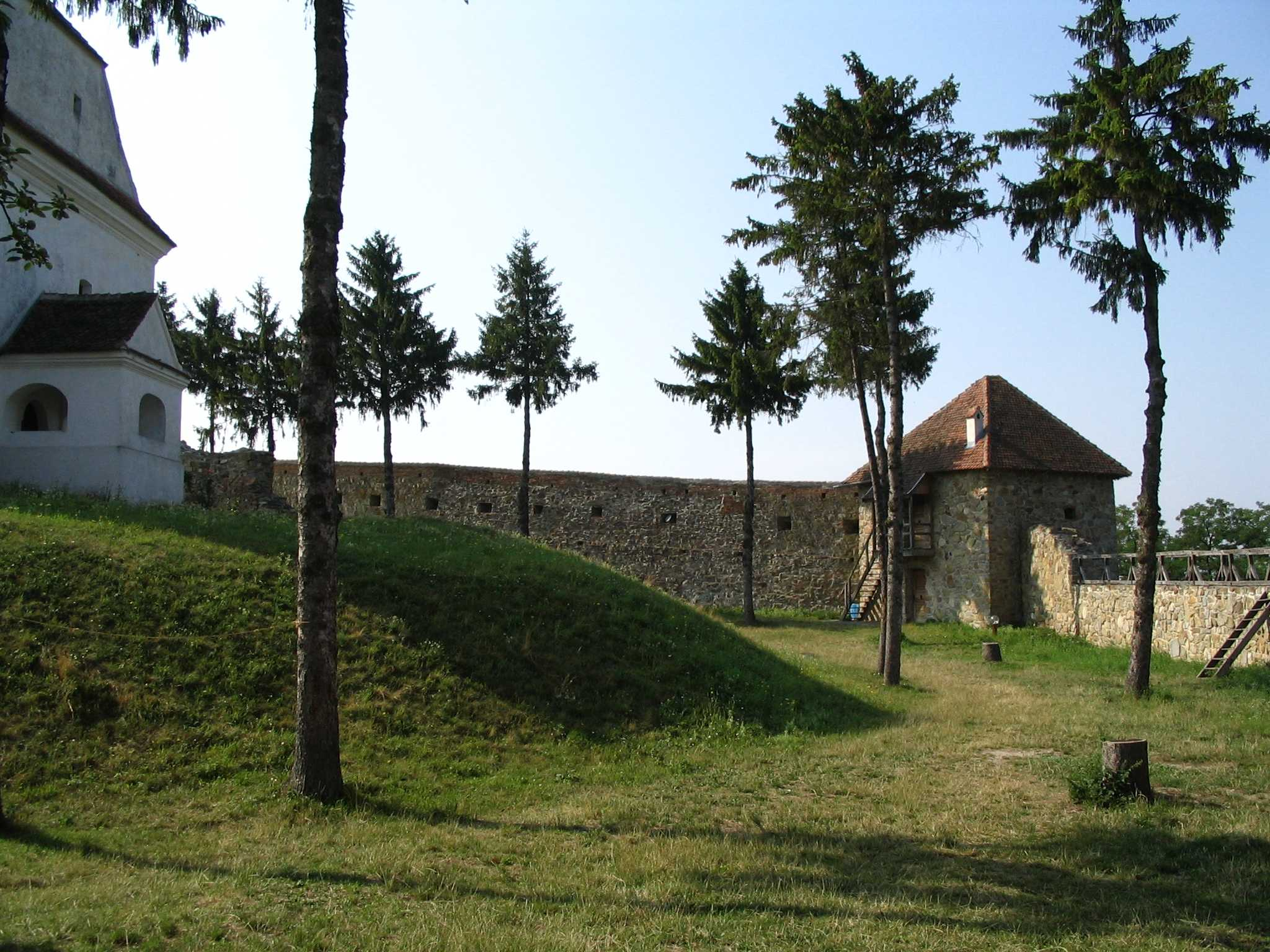
Ilieni

Ilieni telt 1977 inwoners.